# Cratere Clark (Marte)
Clark  è un cratere sulla superficie di Marte.
Il cratere è dedicato all'astronomo statunitense Alvan Clark. 